# Sphaeromias sparus
Sphaeromias sparus är en tvåvingeart som beskrevs av Art Borkent 1997. Sphaeromias sparus ingår i släktet Sphaeromias och familjen svidknott.
Artens utbredningsområde är Tyskland. Inga underarter finns listade i Catalogue of Life.